# Sarcomelicope leiocarpa
Sarcomelicope leiocarpa är en vinruteväxtart som först beskrevs av Peter Shaw Green, och fick sitt nu gällande namn av Thomas Gordon Hartley. Sarcomelicope leiocarpa ingår i släktet Sarcomelicope och familjen vinruteväxter. Inga underarter finns listade i Catalogue of Life.